# Комерційний провулок (Київ)
Комерці́йний прову́лок — провулок у Святошинському районі міста Києва, селище Біличі. Пролягає від вулиці Йосипа Маршака до Мальовничої вулиці.
Прилучається Провулок Сім'ї Тарасевичів.

## Історія
Провулок виник у першій половині XX століття. Первісно мав назву провулок Маршака, на честь радянського поета Самуїла Маршака. 
Сучасна назва — з 2022 року.
Таку ж назву у 10-х — 20-х роках ХХ століття мав сучасний провулок Алли Горської в Шевченківському районі.